# Epipedocera gracilenta
Epipedocera gracilenta là một loài bọ cánh cứng trong họ Cerambycidae.